# Абадия Лариана
Абадѝя Лариа̀на (на италиански: Abbadia Lariana, до 1928 г. Абадиа сопра Ада, Abbadia sopra Adda, на западноломбардски: Badia, Бадия) е малко градче и община в Северна Италия, провинция Леко, регион Ломбардия. Разположено е на 204 m надморска височина, на брега на езеро Лаго ди Комо. Населението на общината е 3203 души (1 януари 2023).